# 吴晓蓓
吴晓蓓（1958年—），四川绵阳人，汉族，中华人民共和国政治人物、全国人民代表大会江苏地区代表。
毕业于华东工学院自动控制专业，加入中国致公党。2008年起担任全国人大代表。2013年，被选为全国人大代表。